# 2003 у музиці
Ця стаття присвячена музичним подіям 2003 року.

## Події
- 24 травня 2003 — 48-й пісенний конкурс Євробачення, який проходив у Ризі в Латвії.

## Музичні альбоми
| Дата | Виконавець | Назва альбому |
| ---- | ---------- | ------------- |
|      |            |               |

## Засновані колективи
- A Day to Remember
- ABN (гурт)
- Airbourne
- All Ends (гурт)
- An Cafe
- Arcade Fire
- Au Revoir Simone
- Bloc Party
- Born of Osiris
- Carach Angren
- Cherish (гурт)
- Cherkasy Jazz Quintet
- Combichrist (гурт)
- Coram Deo
- Dalriada
- Diablo Swing Orchestra
- Elis
- Enter Shikari
- Epica
- Fightstar
- Funk Masters
- Ianva
- InCulto
- Invencia Piano Duo
- Job for a Cowboy
- Kárpátia
- Kroda
- Leaves' Eyes
- Lyriel
- McFly
- Oceans Red
- Parkway Drive
- Phase
- Poets of the Fall
- Powerwolf
- Prussian Blue
- PSeVdo
- Riffmaster
- Rotfront (гурт)
- Scars on Broadway
- Sepiamusic
- Signalrunners
- Spiral Beach
- Sunrise (гурт)
- The Coronas
- The Pussycat Dolls
- Title Fight
- TVXQ
- Ukr.Tele.Kom
- Uma2rmaH
- Vavamuffin
- Verba (гурт)
- Wolfchant
- Zetod
- Кохана, коханий
- ТОЛ
- Файно (гурт)

## Колективи, які розпалися
- Pantera
- Septicflesh

## Концерти в Україні
Зарубіжні виконавці

## Нагороди
Премія «Греммі»
45-та церемонія «Греммі» відбулася 23 лютого 2003 у комплексі Медісон-сквер-гарден у Нью-Йорку.
Премія «MTV Video Music Awards»
Премія «MTV Europe Music Awards»
Премія «Billboard Music Awards»

## Народились
- Воронова Анна Ігорівна — українська співачка, лауреат спеціального призу фестивалю «San-Remo Junior», володарка Гран-прі Міжнародного фестивалю «Середземне Море».
- Даніель Бреголі — американська реп-виконавиця та соцмедійна особистість.

## Померли
- Цепенда Кирило Яремович — стипендіат КОДУС, музичний діяч, диригент хорів в Україні та діаспорі.
- Грицай Анатолій Юхимович — бандурист, педагог, поет, громадський діяч.
- Баран Михайло Миколайович — український бандурист, художник, скульптор, заслужений діяч мистецтв України.
- Роман Боцюрків — канадський бандурист українського походження.
- Білаш Олександр Іванович — український композитор жанрів класичної та популярної музики, Народний артист СРСР, Герой України, Лауреат Шевченківської премії.
- Богатирьов Анатолій Васильович — білоруський композитор, педагог і громадський діяч, заслужений діяч мистецтв Білорусі, народний артист БРСР.
- Сем Філліпс — виробник платівок, який відіграв важливу роль у виникненні жанру рок-н-рол як провідної форми популярної музики у 1950-х роках.
- Джонні Кеш — американський співак-композитор жанрів кантрі, рокабілі і рок-н-рол, двічі відзначений премією «Греммі».
- Саульський Юрій Сергійович — радянський і російський композитор.
- Бабак Рената Володимирівна — українська оперна співачка (мецо-сопрано).
- Аєдоницький Павло Кузьмович — російський композитор. Народний артист РРФСР.
- Роберт Палмер — вокаліст, гітарист, композитор, автор текстів.
- Лучано Беріо — італійський композитор, експериментатор і піонер електронної музики, автор багатьох транскрипцій та аранжувань музичних творів різноманітних композиторів.
- Лацанич Ігор Васильович — український диригент, музикант, народний артист України та Республіки Татарстан.
- Ковач Ігор Костянтинович — український композитор. Заслужений діяч мистецтв України.
- Дзідра Рітенберга — радянська артистка балету, педагог, народна артистка СРСР.
- Дудинська Наталія Михайлівна — радянська артистка балету, педагог, народна артистка СРСР.
- Насирова Халіма — узбецька радянська оперна співачка (сопрано), педагог, лауреат Сталінської премії, народна артистка СРСР.
- Ніна Сімон — американська джазова співачка, піаністка і аранжувальниця.
- Холопов Юрій Миколайович — російський музикант-теоретик, музикознавець, професор Московської консерваторії.
- Чередниченко Тетяна Василівна — російський музикознавець, культуролог, критик, журналіст.
- Бібік Валентин Савич — український композитор, педагог, заслужений діяч мистецтв України, професор.
- Серхіо Ортега — чилійський композитор і поет.
- Михайлюк Василь Пилипович — український композитор, диригент, заслужений працівник культури України.
- Ноель Реддінг — англійський музикант, відомий як бас-гітарист групи The Jimi Hendrix Experience.
- Малколм Вільямсон — австралійський композитор, піаніст і органіст.
- Шпак Микола Олексійович — український диригент, Заслужений діяч мистецтв України
- Мулявін Володимир Георгійович — білоруський музикант, композитор, засновник і художній керівник білоруського вокально-інструментального ансамблю «Пісняри».
- Виноградова Елеонора Олексіївна — видатний український хоровий диригент, педагог, професор, заслужений діяч мистецтв УРСР.
- Франко Кореллі — італійський оперний співак, тенор.
- Гоффредо Петрассі — італійський композитор і педагог.
- Загорський Василь Георгійович — український та молдавський композитор, педагог та піаніст.
- Ткач Юхим Маркович — музикознавець, критик, публіцист, педагог, громадський діяч. Член Спілки композиторів Молдови.
- Джорджо Ґабер — італійський співак, актор, режисер, телеведучий, продюсер, композитор, громадський діяч, автор пісень.
- Майкл Кеймен — американський композитор, диригент, продюсер, актор, аранжувальник, сесійний музикант.
- Компай Сегундо — кубинський співак і автор пісень, один з членів проекту «Buena Vista Social Club».
- Андре Клаво — французький співак та кіноактор. Переможець пісенного конкурсу Євробачення 1958 року.
- Барі Вайт — американський композитор, співак, автор пісень. Триразовий володар нагороди Ґреммі.
- Елліотт Сміт — американський музикант, автор-виконавець.
- Мамикіна Катерина Олексіївна — українська актриса музичної комедії, відома за виступами в Харківському театрі музичної комедії та Київському театрі оперети.
- Лукашов Владлен Олексійович — український композитор, автор музики до популярних музичних комедій.
- Джон Брім — американський блюзовий гітарист і співак.
- Пожлаков Станіслав Іванович — джазовий музикант, композитор і виконавець.
- Єрофєєва Людмила Василівна — молдовська радянська оперна співачка (сопрано).
- Гарольд Ешбі — американський джазовий саксофоніст (тенор).
- Дафна Орам — британська композиторка, авторка електронної музики, винахідниця синтезатора Oramics, співзасновниця BBC Radiophonic Workshop.
- Едвін Старр — американський співак у стилі соул.
- Монго Сантамарія — кубинський джазовий перкусіоніст.
- Селіа Круз — популярна латиноамериканська виконавиця сальси. ЇЇ називали «Королевою сальси».
- Валєєва Бану Нургаліївна — радянська башкирська оперна співачка (лірико-колоратурне сопрано), педагог, громадська діячка.
- Данилюк Світлана Пилипівна — білоруська радянська оперна співачка (меццо-сопрано), народна артистка СРСР.
- Леслі Чун — гонконзький актор і співак.
- Літл Іва — американська поп-співачка.
- Едуард Массенго — конголезький гітарист та музикант.